# El milagro de Candeal
El milagro de Candeal es una película documental dirigida por Fernando Trueba en el año 2004. Obtuvo los premios a la mejor película documental y a la mejor canción original en la XIX edición de los Premios Goya, en 2005.

## Argumento
Documental sobre las iniciativas musicales de Carlinhos Brown, concretamente en la comunidade de Candeal, donde el poder de la música se ha convertido en una comunidad especial. Este trabajo se inicia con el viaje de Bebo Valdés a Salvador de Bahía, donde todavía es patente la influencia africana en las costumbres, religión y música de sus habitantes. A través de Mateus, un músico bahiano, y Carlinhos Brown, conoce la favela afro-bahiana de Candeal. Allí no hay armas ni drogas, sus instrumentos son con los que hacen música, gracias a las iniciativas de personas como Carlinhos, un músico que destina su dinero a ayudar a los demás. Con procesiones musicales como la Timbalada, ha convertido esta favela en un lugar donde se ha sustituido el tráfico de drogas por la construcción de un conservatorio de música, un centro de salud o un estudio donde vienen a grabar músicos de todos los continentes, atraídos por el sonido de los instrumentos